# جورج فرنسيس (لاعب كريكت)
جورج فرنسيس (11 ديسمبر 1897 في باربادوس - 12 يناير 1942 بأبرشية سانت مايكل في باربادوس) (بالإنجليزية: George Francis)‏ هو لاعب كريكت باربادوسي. شارك مع منتخب الهند الغربية للكريكت ومنتخب باربادوس الوطني للكريكت.

## وصلات خارجية
- جورج فرنسيس على موقع إي آس بي آن كريك إنفو (الإنجليزية)